# Кастельвісконті
Кастельвісконті (італ. Castelvisconti) — муніципалітет в Італії, у регіоні Ломбардія,  провінція Кремона.
Кастельвісконті розташоване на відстані близько 440 км на північний захід від Рима, 65 км на схід від Мілана, 21 км на північний захід від Кремони.
Населення — 326 осіб (2014).
Щорічний фестиваль відбувається 8 вересня. Покровитель — Santa Maria Nascente della Scala.

## Демографія
Населення за роками:

Станом на 1 січня 2023 року в муніципалітеті офіційно проживало 46 іноземців з 7 країн, серед них 5 громадян країн Євросоюзу та 2 громадяни України.

## Сусідні муніципалітети
- Аццанелло
- Бордолано
- Борго-Сан-Джакомо
- Казальбуттано-ед-Уніті
- Казальморано
- Куїнцано-д'Ольйо